# چندجمله‌ای‌های متعامد

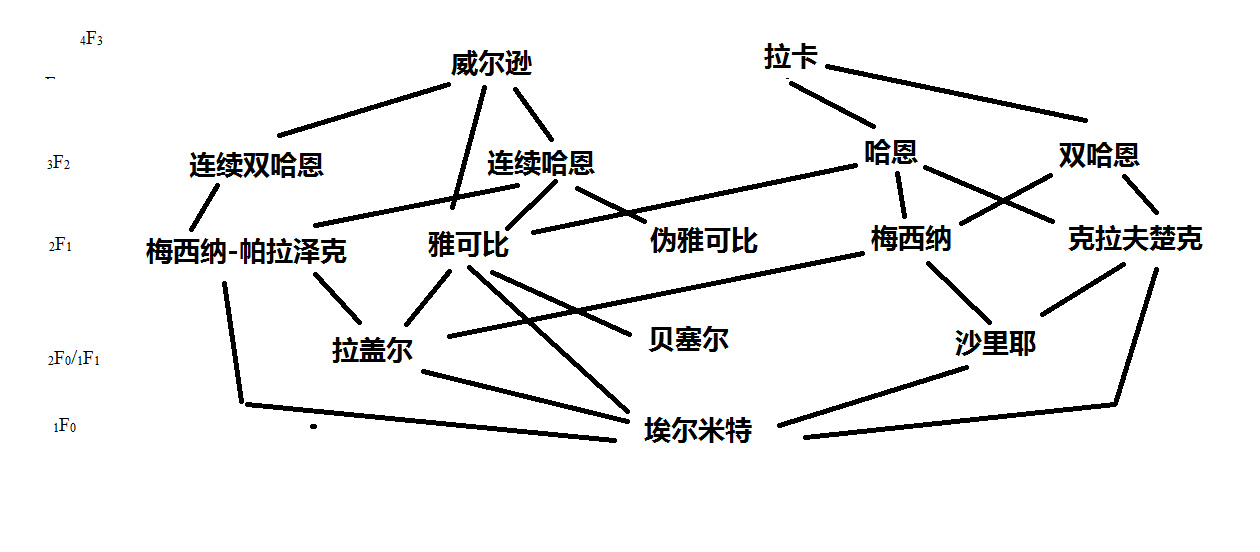
چند جمله ای های متعامد طرح Askey Hypergeom

چندجمله‌ای‌های متعامد (Orthogonal polynomials) به دنباله‌هایی نامتناهی متشکل از چندجمله‌ای‌های حقیقی عمود برهم گفته می‌شود. در فضاهای برداری گوناگون، شکل گیری مفاهیم هندسی از قبیل طول (نرم)، زاویه، و تعامد از چگونگی تعیین و تعریف ضرب داخلی بردارها در آن جا آغاز می‌شود.

## تاریخچه
مطالعات مربوط به چندجمله‌ای‌های متعامد از اواخر قرن نوزدهم (م) آغاز گردید.

## تعریف
بازهٔ بستهٔ {\displaystyle [x_{1},x_{2}]} و توابع چندجمله‌ای f و g را بر روی آن در نظر می‌گیریم. ضرب داخلی این دو چندجمله‌ای را می‌شود به صورت زیر در نظر گرفت: 
{\displaystyle \langle f,g\rangle =\int _{x_{1}}^{x_{2}}f(x)g(x)\;dx.}
توابع چندجمله‌ای f و g را متعامد می‌نامیم چنانچه {\displaystyle \langle f,g\rangle =0}
باشد.

## مثال

### چندجمله‌ای‌های لژاندر
چندجمله‌ای‌های لژاندر به مفهوم بالا، در بازه [۱٫۱-] و برای تابع وزن ۱ بر یکدیگر عمود هستند.
{\displaystyle P_{0}(x)=1,\,}
{\displaystyle P_{1}(x)=x,\,}
{\displaystyle P_{2}(x)={\frac {3x^{2}-1}{2}},\,}
{\displaystyle P_{3}(x)={\frac {5x^{3}-3x}{2}},\,}
{\displaystyle P_{4}(x)={\frac {35x^{4}-30x^{2}+3}{8}},\,}
{\displaystyle \vdots }
همگی این چندجمله‌ای‌ها دو به دو متعامد هستند، وقتی که از هم متمایز باشند ({\displaystyle m\neq n}).
{\displaystyle \int _{-1}^{1}P_{m}(x)P_{n}(x)\,dx=0.}